# 弗拉基米爾一世·斯維亞托斯拉維奇

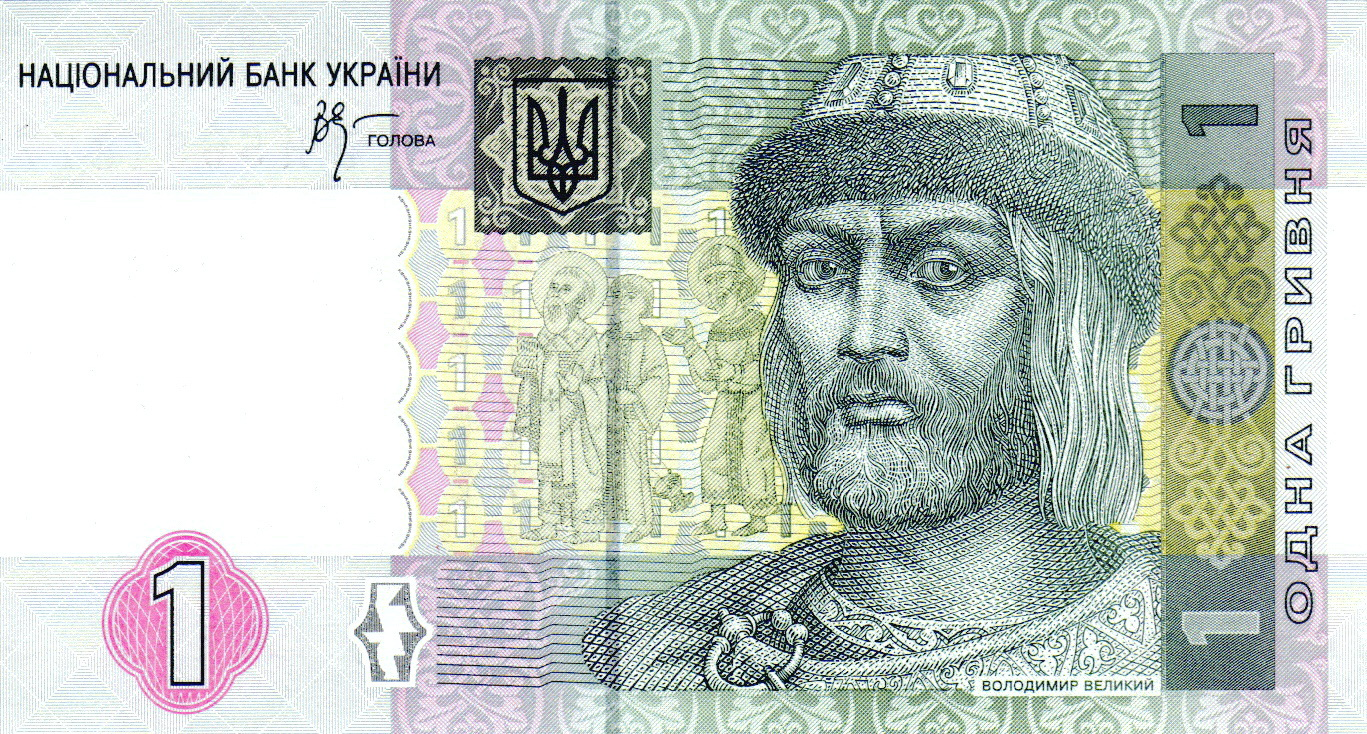
乌克兰纸币上的弗拉基米尔·斯维亚托斯拉维奇头像

圣弗拉基米尔·斯维亚托斯拉维奇（受洗后取教名瓦西里；958年—1015年7月15日；又稱沃洛迪米爾大公），基辅罗斯政治家、军事活动家，诺夫哥罗德王公（969年—977年），基辅大公（978年—1015年）。他是留里克王朝早期最重要的成员，關於他的歷史資料也非常的多，他因把拜占庭帝國的諸多文化引入基輔羅斯大公國，讓古羅斯文化和拜占庭文化融合，並透過接受東正教而進入歐洲的基督教政治圈。

## 夺取大公公位的斗争

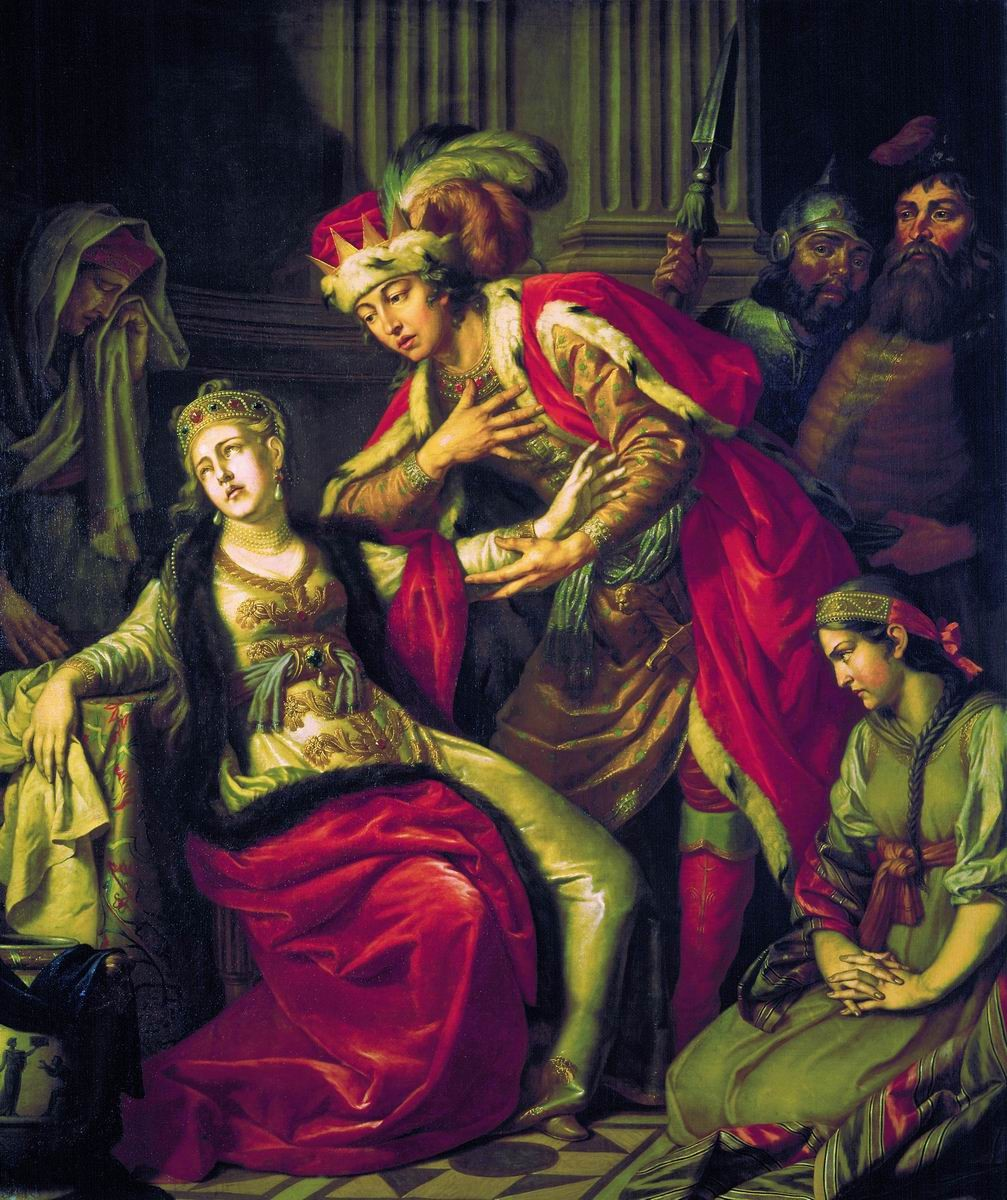
弗拉基米尔与罗格涅达

弗拉基米尔·斯维亚托斯拉维奇是基辅大公斯维亚托斯拉夫·伊戈列维奇与女管家玛露莎所生的儿子。关于他的生母有一些奇妙的传说，这些故事把她说成是女巫或预言者。按某些编年史记载，弗拉基米尔是斯维亚托斯拉夫的第三个儿子；另一些材料则说他是第二个儿子。在弗拉基米尔年幼时，他的舅父多布里尼亚曾对他进行教育。由于斯维亚托斯拉夫几乎一生都在远征中度过，童年时的弗拉基米尔·斯维亚托斯拉维奇更多地是待在祖母奥丽加的身边。968年，弗拉基米尔·斯维亚托斯拉维奇曾与其祖母及两个兄弟一起被受到东罗马帝国唆使的突厥语族部落佩切涅格人围困在基辅城内，直到斯维亚托斯拉夫回师基辅才得以解围。
969年斯维亚托斯拉夫·伊戈列维奇率军远征多瑙河沿岸的保加利亚人。在远征之前，他任命弗拉基米尔·斯维亚托斯拉维奇为诺夫哥罗德的王公。斯维亚托斯拉夫在这次远征中征服了广大地方，并企图将基辅国的都城迁至多瑙河畔的普列斯拉夫；但他终于由于拜占庭帝国的反对而遭到失败。972年，斯维亚托斯拉夫在返回罗斯的途中被佩切涅格人杀死，其长子亚罗波尔克·斯维亚托斯拉维奇继承大公公位。但是，弗拉基米尔和斯维亚托斯拉夫的另一个儿子奥列格·斯维亚托斯拉维奇也拥有广大的领地，成为亚罗波尔克的心腹之患。977年在三兄弟间发生了激烈的内讧。亚罗波尔克力图剥夺他的弟弟们的权力，结果奥列格战死，弗拉基米尔被赶出诺夫哥罗德。
弗拉基米尔·斯维亚托斯拉维奇逃往斯堪的那维亚（在俄国编年史中，只说到他“逃到海的另一边去”）。他成功地在那里征集到一支军队，遂率领这支队伍返回罗斯。他将亚罗波尔克安插在诺夫哥罗德的代理人赶走，然后继续向南挺进，准备消灭亚罗波尔克的政权。在沿途，弗拉基米尔·斯维亚托斯拉维奇攻占了由诺曼人（在俄国历史上称为瓦良格人）控制的城市波洛茨克。他先是派遣使节到波洛茨克的诺曼王公罗格沃洛德那里去，要求和罗格沃洛德的女儿罗格涅达结婚；在遭到拒绝之后，便以武力进攻这座城市。波洛茨克很快陷落，罗格沃洛德被弗拉基米尔杀死，罗格涅达则遭到强奸。罗格涅达和弗拉基米尔·斯维亚托斯拉维奇所生的儿子伊贾斯拉夫·弗拉基米罗维奇成为波洛茨克公王朝历代王公的始祖。
实际上，波洛茨克成为弗拉基米尔·斯维亚托斯拉维奇向基辅进军路上的一个重要据点。弗拉基米尔·斯维亚托斯拉维奇不久成功抵达基辅，将亚罗波尔克围困在城内。双方僵持了一段时间，后来弗拉基米尔设计诱使亚罗波尔克出城，并将其杀害。于是，弗拉基米尔·斯维亚托斯拉维奇取代其兄长登上了大公宝座。关于这个历史事件的发生时间，《往年纪事》记载为980年，而《弗拉基米尔大公颂》则记载为978年。

## 早期统治
在弗拉基米尔·斯维亚托斯拉维奇统治时期，基辅罗斯政权稳定，国力强盛。他积极扩张国土。981年，弗拉基米尔·斯维亚托斯拉维奇从波兰国王梅什科一世手中夺取了当时属于波兰的佩列梅什利等城镇，从而使罗斯国家的版图扩展到加利西亚地区。他继而进攻邻近的斯拉夫人和非斯拉夫人部落：982年打败维亚季奇人；983年征服居住在今立陶宛一带的雅特瓦吉人（属波罗的人部落）；984年征服拉基米奇人。985年，他率领一支舰队去征服居住在卡马河沿岸地区的保加利亚人，沿途建立了许多殖民地。
弗拉基米尔·斯维亚托斯拉维奇在其所占领的地方安置自己的亲信，以避免地方豪强危及大公权势。但是他仍然给自己的众多儿子们安排了封地。这时的弗拉基米尔·斯维亚托斯拉维奇是一个典型的异教徒王公；他像其先辈一样实行一夫多妻制，娶了差不多800个妻妾。

## 罗斯的基督教化

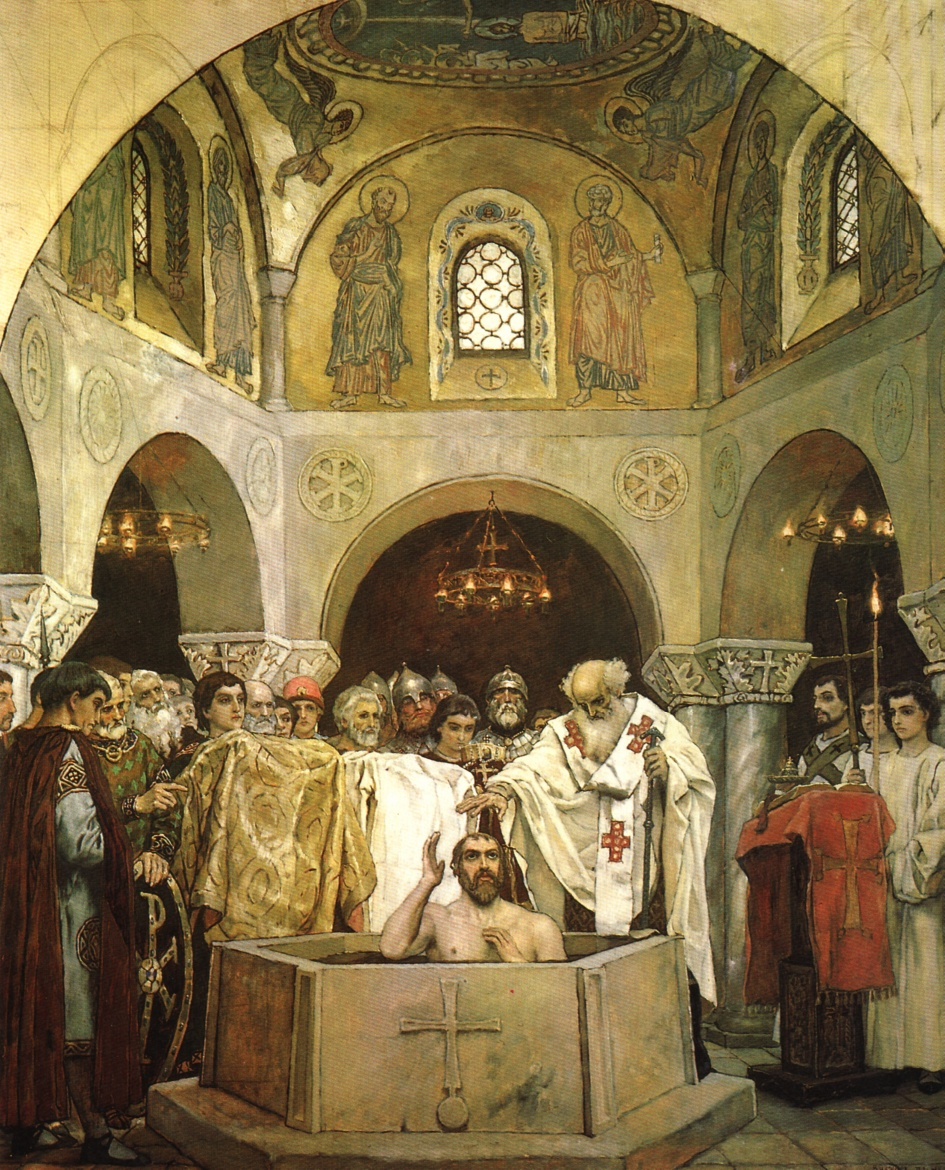
弗拉基米尔·斯维亚托斯拉维奇受洗

留里克王朝诸大公中，第一个注意到“宗教”威力的是弗拉基米尔·斯维亚托斯拉维奇（雖然亚罗波尔克对基督教有着个人偏爱，但他没有意识到宗教信仰的政治力量）。弗拉基米尔·斯维亚托斯拉维奇的宗教政策是，尽可能使人民的信仰对大公政权有利。他曾试图统合东斯拉夫人普遍信仰的多神教，下令搜集所有多神教诸神的神像，但没有成功。这时他意识到也许须要引入发展完善的外来宗教，在经过谨慎考虑之后，决定选择东正教为基辅罗斯的唯一宗教。
关于东正教传入罗斯的过程，俄国编年史作者涅斯托尔（1056年–1114年）有一个有趣的记载。大约在987年，经过与基辅的大贵族们（波雅尔）的商讨，弗拉基米尔·斯维亚托斯拉维奇决定向各邻国派出使节，看看哪种宗教是罗斯新信仰的最好选择。结果使节们报告说，他们在信奉伊斯兰教的伏尔加保加利亚人那里看不到欢乐，穆斯林全都愁眉苦脸；而且他们的宗教禁止饮酒和食用猪肉。在德意志，罗斯使节观察了基督教西方教会（这时，天主教和东正教还没有彻底分裂），他们认为它的教堂和仪式不够富丽堂皇。最后在君士坦丁堡，弗拉基米尔的使者看到了拜占庭基督教会的华丽排场。东方教会壮观的建筑和庄严的礼拜仪式给这些使者留下了极为深刻的印象。“我们已经分不清自己是在人间还是在天堂，”他们报告说，“从来没有见过那样壮观美丽的事物...我们不知道怎样去描述它”。于是，弗拉基米尔·斯维亚托斯拉维奇选择了东正教。文献记载说弗拉基米尔·斯维亚托斯拉维奇还曾经接触过信奉犹太教的民族（可能是游牧的哈扎尔人）。他认为犹太教是一种软弱、失败的宗教，再也没有考虑过它。另据波斯和阿拉伯的史料，罗斯的使节曾到达呼罗珊，考察伊斯兰教的情况。
实际上，弗拉基米尔·斯维亚托斯拉维奇接受东正教的主要因素是谋求发展与拜占庭帝国的关系。从奥列格大公时代起，罗斯统治者就经常干涉拜占庭事务。与拜占庭帝国的贸易是各方面落后的基辅罗斯吸取先进文化的主要途径。由于拜占庭帝国皇帝巴西尔二世企图利用罗斯的军事力量来帮助镇压帝国小亚细亚部分的叛乱，弗拉基米尔很容易与他结成同盟。
为巩固这一联盟，弗拉基米尔·斯维亚托斯拉维奇表示希望与巴西尔二世的妹妹安娜 （Anna Porphyrogenita,963/3/13–1011）结婚。从来没有一位拜占庭公主下嫁给一个野蛮民族的首领，即使是德意志和法国那些基督教君主的求婚也都被拒绝了。但是巴西尔二世急需弗拉基米尔·斯维亚托斯拉维奇的帮助，遂勉强地同意了这桩婚事，条件是弗拉基米尔必须成为基督教徒。可以想象，这个条件是弗拉基米尔·斯维亚托斯拉维奇非常乐意接受的。不过，双方的结盟并非一帆风顺。在小亚细亚的叛乱被平息后，巴西尔二世拒绝让弗拉基米尔与安娜结婚，于是弗拉基米尔占领了拜占庭城市赫尔松尼苏斯(位于今天乌克兰克里米亚半岛的塞瓦斯托波尔)，迫使皇帝履行了联盟条款。大约在987年末或988年初，弗拉基米尔·斯维亚托斯拉维奇在赫尔松尼苏斯受洗礼成为基督教徒，并与安娜公主正式结婚。这时安娜25岁，弗拉基米尔大约30岁出头。他选择瓦西里为自己的教名，以对自己的姻兄巴西尔二世皇帝表示敬意（“瓦西里”是希腊语名字巴西尔的斯拉夫语读法）。在婚礼结束之后，他与妻子带着数名东正教教士及一些圣像和法器返回罗斯。
由于意识到宗教信仰对巩固封建制度的有利性，弗拉基米尔·斯维亚托斯拉维奇立刻开始强制推行基督教。他规定基督教（这里实际上是东正教）为罗斯的国教，命令人民必须信仰。在他回到基辅之后，便下令所有基辅市民在第聂伯河中接受拜占庭教士的洗礼，并把多神教的神像投入河中。很快在罗斯其它主要居民点也都发生了人民受洗、捣毁异教神像的事件。这一历史事件称为“罗斯受洗”。

## 后期统治
弗拉基米尔·斯维亚托斯拉维奇为在罗斯巩固基督教信仰而采取了一系列措施。这包括赠给教会大量土地、资产和权利。在弗拉基米尔·斯维亚托斯拉维奇在位时代，许多教堂被建造起来，其中最重要的有989年以大公全年收入十分之一建造的什一教堂（后改名圣母升天教堂，毁于1240年）。他颁发了所谓“证明文书”给什一教堂的教士们，以确定教堂的收入和司法权，这一文件是后来制订《弗拉基米尔大公法典》的主要依据之一。当然，一夫多妻的异教习俗也遭到取缔。
在成功地解决了宗教问题之后，弗拉基米尔·斯维亚托斯拉维奇的注意力转向基辅罗斯的主要敌对者波兰人和佩切涅格人。在10世纪90年代，与他们的战争是弗拉基米尔关心的主要问题。与波兰的战争于992年结束，波兰人承认了基辅罗斯对加利西亚地区的占领，后来在这里产生了几个重要的公国。为巩固和平，弗拉基米尔·斯维亚托斯拉维奇的长子斯维亚托波尔克·弗拉基米罗维奇与波兰国王波列斯瓦夫一世之女结婚。但根据某些编年史资料记载，斯维亚托波尔克曾企图与其岳父结盟推翻弗拉基米尔·斯维亚托斯拉维奇。
同时，弗拉基米尔·斯维亚托斯拉维奇集中力量在罗斯南部和西南部阻止佩切涅格人的侵扰，于988年沿奥谢特尔河、特鲁贝日河等河流修建了许多要塞。他还领导了一次对喀尔巴阡山脉地区白克罗地亚人（东斯拉夫人的一支）的远征。
弗拉基米尔·斯维亚托斯拉维奇把12个儿子分封到各地，让他们成为半独立的王公，每年必须向大公缴纳一定数额的银锭作为贡赋。在安娜去世后，他又一次结婚，有可能是和一位德国公主。
弗拉基米尔·斯维亚托斯拉维奇的统治时期是基辅罗斯政权集中、国力强盛的时期。由于发展了与拜占庭帝国的关系，罗斯的经济、文化都得到繁荣发展。古代罗斯的教育事业，就是在他的时代开始的，由于大公的命令，贵族们不得不把他们的孩子送到学校里去接受希腊或保加利亚教士的教育。在他的一系列政绩中，也许最有影响的还是使东斯拉夫人接受了基督教。在人民的记忆中，弗拉基米尔在位时期是古代基辅罗斯国家的黄金时代，出现了许多歌颂他的歌谣和民间传说。在这些作品中，弗拉基米尔·斯维亚托斯拉维奇被比喻为“红太阳”。但是在弗拉基米尔·斯维亚托斯拉维奇的晚年，基辅罗斯的政权已经显示出不稳定的迹象。这主要体现在弗拉基米尔之子雅罗斯拉夫·弗拉基米罗维奇对其父亲权威的公然藐视，以及其他儿子们彼此之间的矛盾上。由于雅罗斯拉夫拒绝缴纳地方王公应交的贡赋，弗拉基米尔·斯维亚托斯拉维奇在1014年集结军队准备讨伐其领地诺夫哥罗德。但他于次年突然去世于基辅附近的贝列斯托沃。在弗拉基米尔·斯维亚托斯拉维奇死后，他的儿子们之间爆发了内讧（长子斯维亚托波尔克·弗拉基米罗维奇杀死了3个弟弟鲍里斯、格列布和斯维亚托斯拉夫）。
弗拉基米尔·斯维亚托斯拉维奇的遗体安葬于什一教堂。天主教和东正教教会都承认他是一位圣徒，纪念他的日子是7月15日。由于弗拉基米尔·斯维亚托斯拉维奇的统治，东斯拉夫人的历史和基督教信仰牢固地联系在了一起。

## 家庭
编年史记载弗拉基米尔·斯维亚托斯拉维奇共有12个儿子和4个女儿。他们分别为弗拉基米尔的不同配偶所生。以下列出他们的名字（并非按照长幼顺序，因为许多人的出生日期无法确定）。
奥洛娃所生的孩子是：
- 维谢斯拉夫·弗拉基米罗维奇，诺夫哥罗德王公；

亚罗波尔克·斯维亚托斯拉维奇的妻子（一个希腊修女，在亚罗波尔克被杀后成为弗拉基米尔的配偶，可能叫尤丽娅）所生的孩子是：
- 斯维亚托波尔克·弗拉基米罗维奇，图罗夫王公；

罗格涅达所生的孩子是：
- 伊贾斯拉夫·弗拉基米罗维奇，波洛茨克王公；
- 雅罗斯拉夫·弗拉基米罗维奇，罗斯托夫王公；
- 弗谢沃洛德·弗拉基米罗维奇，弗拉基米尔-沃伦斯基王公；
- 普列德斯拉娃·弗拉基米罗芙娜；
- 普列米斯拉娃·弗拉基米罗芙娜；
- 姆斯季斯拉娃·弗拉基米罗芙娜；
  - 某些文献提到罗格涅达还有一个儿子叫姆斯季斯拉夫（与阿代里娅生的一个儿子同名）。如果这个记载不是笔误的话，这个孩子一定在婴儿时就夭折了。

玛尔弗丽达所生的孩子是：
- 斯维亚托斯拉夫·弗拉基米罗维奇，德列夫利安王公；

阿代里娅所生的孩子是：
- 姆斯季斯拉夫·弗拉基米罗维奇，特穆塔拉干王公；
- 斯坦尼斯拉夫·弗拉基米罗维奇，斯摩棱斯克王公；
- 苏季斯拉夫·弗拉基米罗维奇，普斯科夫王公；

安娜所生的孩子是：
- 鲍里斯·弗拉基米罗维奇，罗斯托夫王公；
- 格列布·弗拉基米罗维奇，穆罗姆王公；

生母不明的孩子是：
- 波兹维兹德·弗拉基米罗维奇；
- 多布罗涅加-玛丽亚·弗拉基米罗芙娜，嫁给波兰国王卡西米尔一世。

## 備注
1. ↑  古東斯拉夫語羅馬化：Volodiměr Svętoslavič
2. ↑  烏克蘭語羅馬化：Volodymyrovych I Sviatoslavych